# Ernest Page
Ernest Page (Reino Unido, 27 de septiembre de 1910-9 de diciembre de 1973) fue un atleta británico especializado en la prueba de 4 x 100 m, en la que consiguió ser meadallista de bronce europeo en 1938.

## Carrera deportiva
En el Campeonato Europeo de Atletismo de 1938 ganó la medalla de bronce en los relevos de 4 x 100 metros, con un tiempo de 41.2 segundos, llegando a meta tras Alemania (oro con 40.9 segundos que fue récord de los campeonatos) y Suecia (plata con 41.1 segundos).